# Antonov An-24
Dimensions
L'Antonov An-24 (Code OTAN : « Coke ») est un avion biturbopropulseur pouvant transporter 44 à 52 passagers fabriqué en URSS, (maintenant en Ukraine) par le bureau d'études Antonov. L'avion était prévu pour évoluer dans un environnement rustique et était particulièrement réussi, même à l’aune des standards occidentaux ; cependant sa rentabilité commerciale était faible, car il était handicapé par une masse à vide trop élevée.
Deux versions essentiellement militaires en ont été dérivées, l'Antonov An-26 avec une large porte cargo à l'arrière et l'Antonov An-30 avec un nez vitré pour des missions de surveillance et de cartographie.

## Historique
En 1957, la compagnie Aeroflot, lança un cahier des charges visant à lui fournir un bimoteur de transport pouvant transporter au minimum 32 passagers, dans le but de remplacer ses Li-2, Il-12 et Il-14 vieillissants.
Le premier prototype de l'An-24 prit l'air pour la première fois le 20 décembre 1959 équipé de turbopropulseurs Ivchenko AI-24 de 2 515 ch. La mise en service de la version cargo eut lieu le 1er juillet 1962. Les premières liaisons commerciales avec 44 passagers commencèrent le 1er décembre 1963.
Depuis son premier vol en 1959, plus de 1 200 exemplaires ont été construits par Antonov ainsi que quelques dizaines en Chine par Xian Aircraft Manufacturing Company sous la désignation Yunshuji Y-7, ces derniers étant en service entre autres dans la force aérienne chinoise et l'aviation des forces terrestres de l'armée populaire de libération.

## Variantes
- An-24 : version d'origine avec 44 passagers ;
- An-24V : version pouvant emporter 50 passagers ;
- An-24RV : version dotée d'un réacteur supplémentaire Tumanski RU-19-300 de 800 kgp ;
- An-24TV : version dotée d'une porte cargo ventrale ;
- An-24RT : version dotée d'une porte cargo ventrale et équipée de réacteurs ;
- An-24P : version destinée à la lutte anti-incendie.

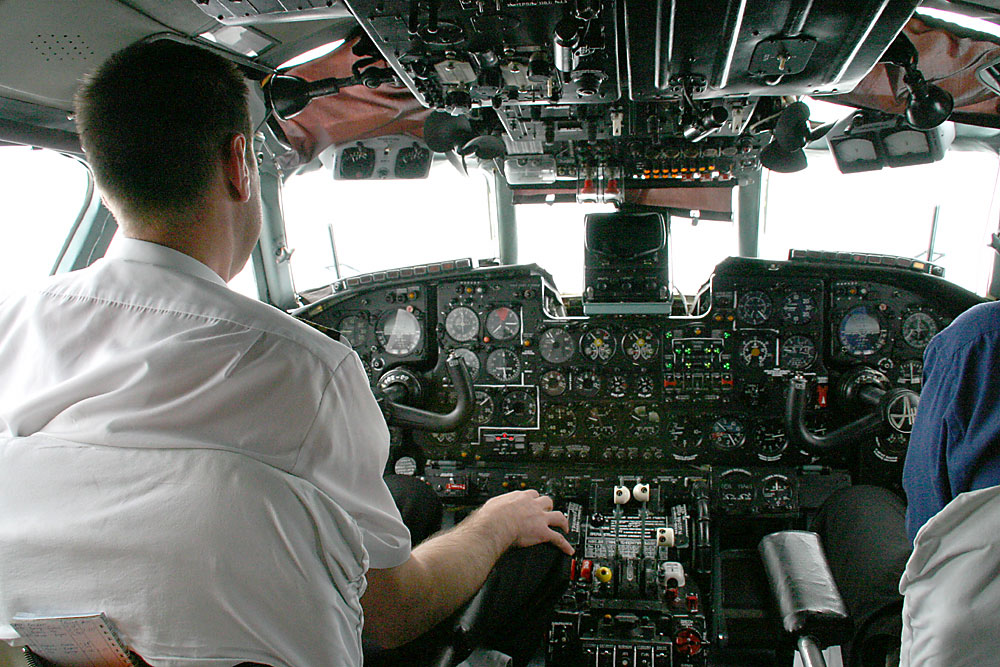
Cockpit.
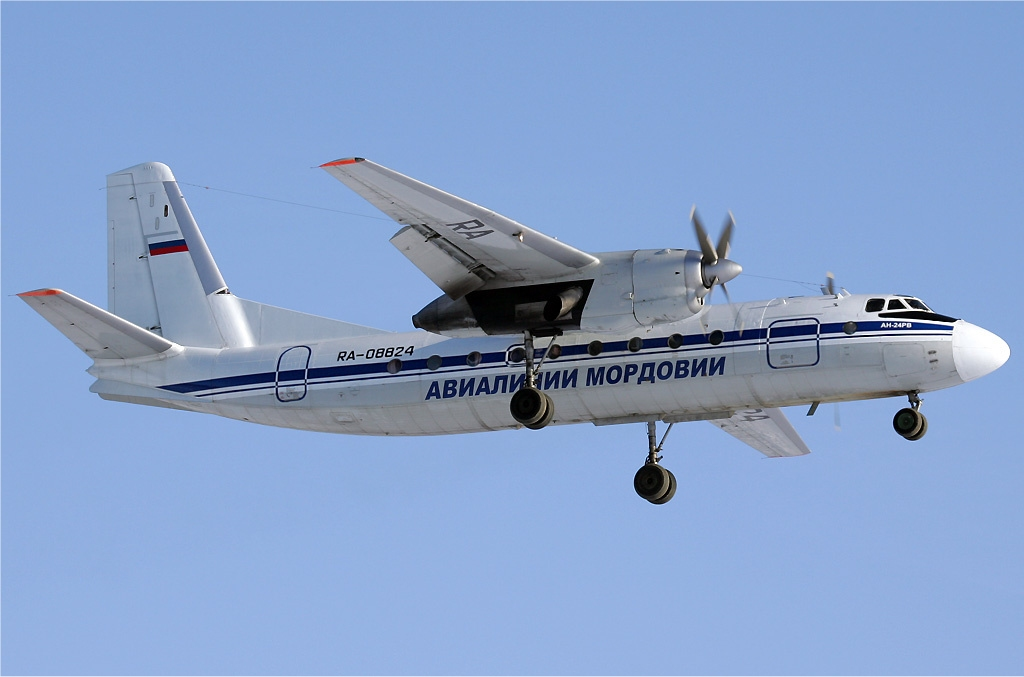
Antonov An-24 en vol.
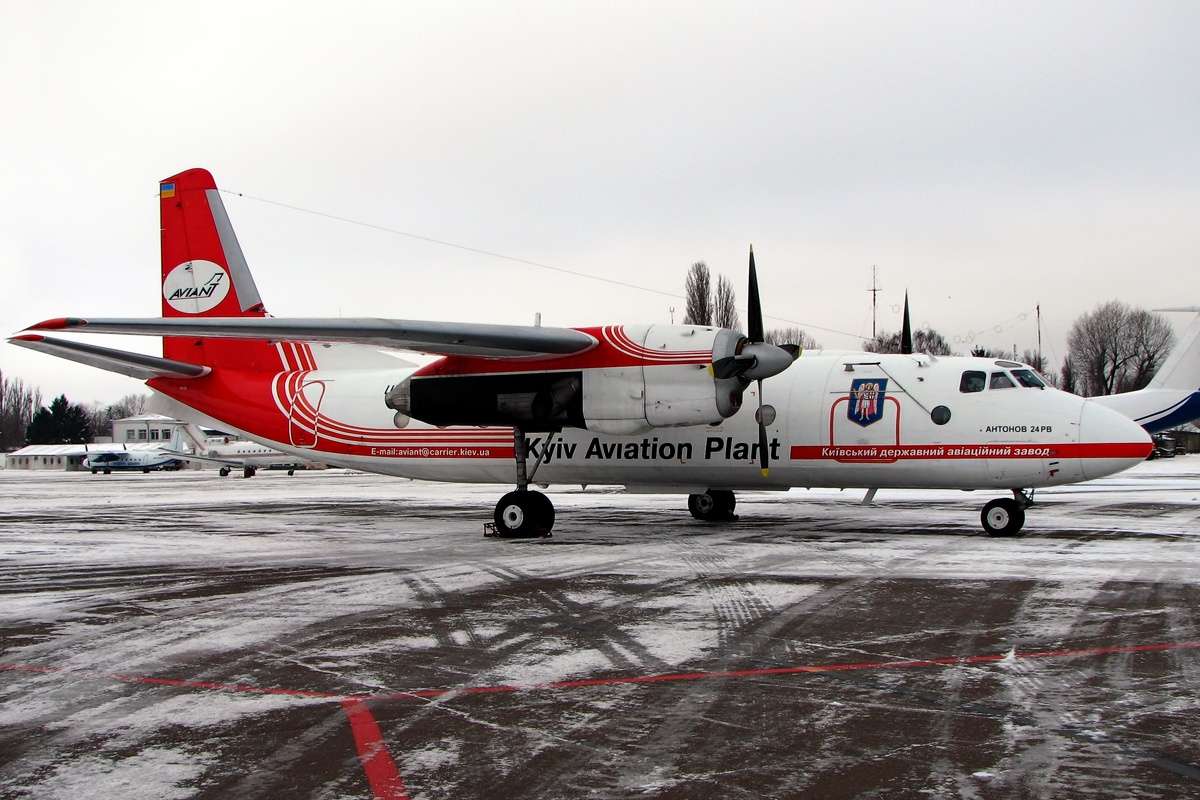
Un An-24RV sortant de l'usine Aviant, Aérodrome de Sviatochyne.
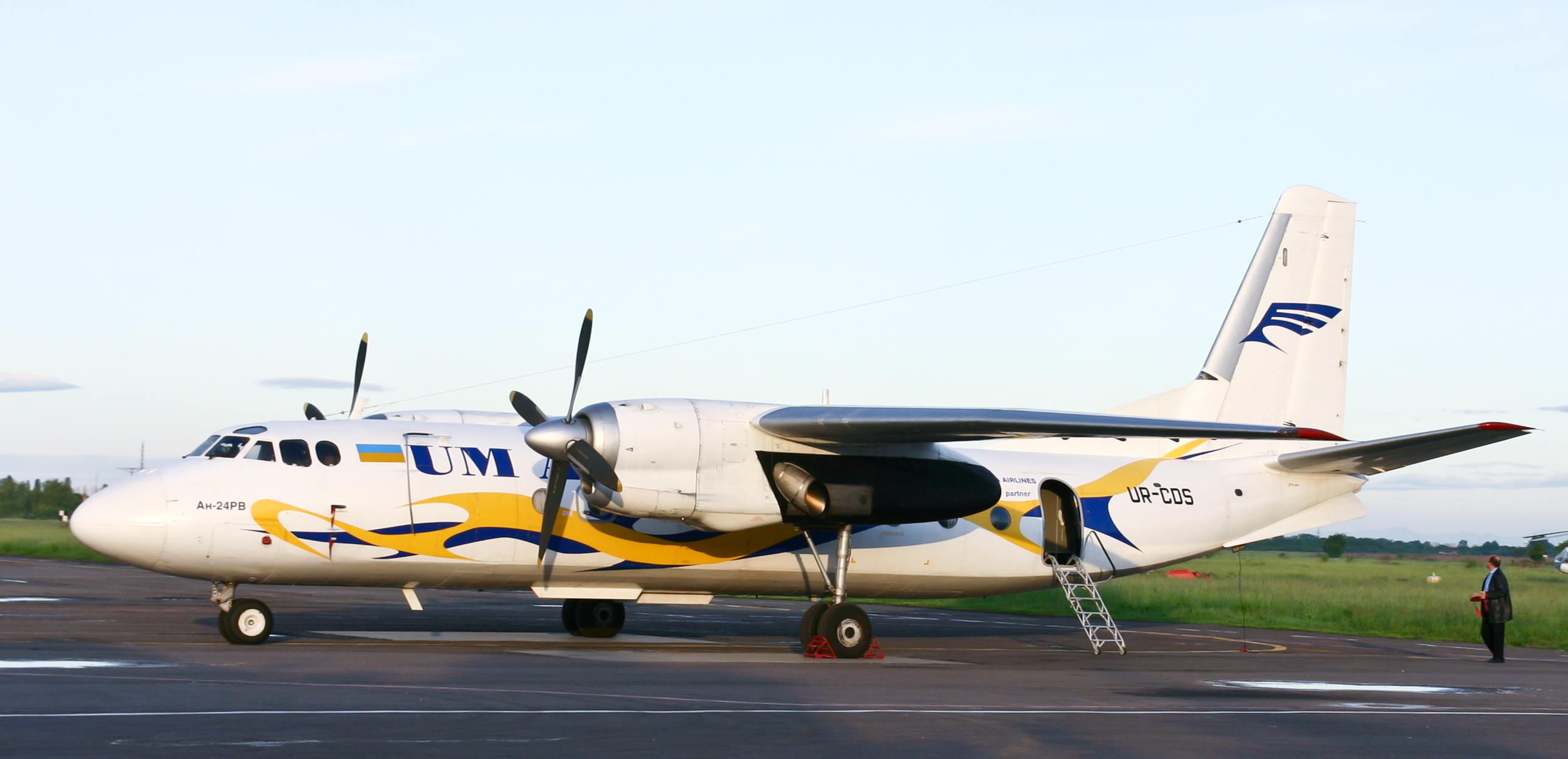
Vue d'un Antonov An-24, aéroport d'Oujhorod.
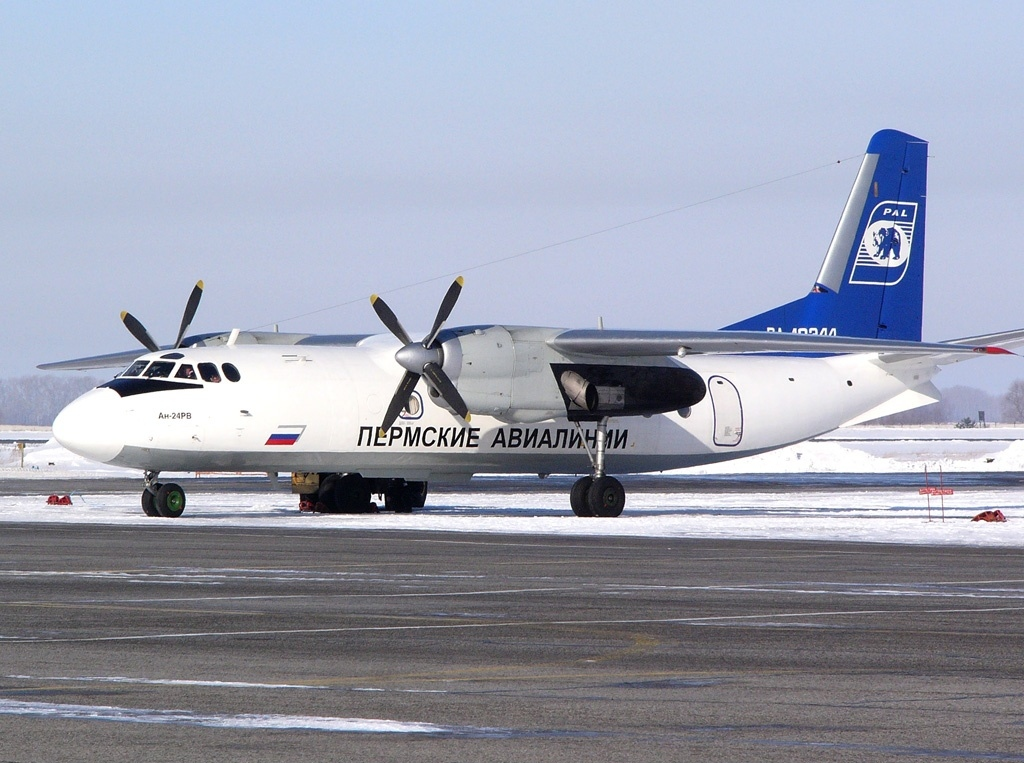
Antonov AN-24RV.

## Accidents et incidents mortels
| Date              | Lieu                             | Type    | Numéro de série Immatriculation | Opérateur                                    | Commentaires | Nombre de victimes          |
| ----------------- | -------------------------------- | ------- | ------------------------------- | -------------------------------------------- | --- | --------------------------- |
| 20 mars 1965      | Khanty-Mansiïsk                  | An-24   | 47301301 (CCCP-46764)           | Aeroflot                                     | Sort de la piste. | 43 morts et 4 survivants    |
| 18 mars 1966      | Le Caire                         | An-24B  | 57302009 (SU-AOA)               | United Arab Airlines                         | Descente de l'avion en dessous de l'altitude minimale requise lors de son approche. | 30 morts                    |
| 30 décembre 1967  | Liepāja                          | An-24B  | 67302909 (CCCP-46215)           | Aeroflot                                     | L'avion arrivait trop haut, l'équipage décide de renoncer à atterrir et remet les gaz mais un des moteurs perd de la puissance. L'avion s'écrase.                                                   | 44 morts et 7 survivants    |
| 6 janvier 1968    | Olekma                           | An-24B  | 69901001 (CCCP-47733)           | Aeroflot                                     | Probablement abattu par un missile. | 45 morts                    |
| 18 août 1968      | vers Chypre                      | An-24B  | 67302806 (SU-AOL)               | United Arab Airlines                         | S'écrase en mer. | 40 morts                    |
| 24 mars 1969      | Almaty                           | An-24   | 47300905 (CCCP-46751)           | Aeroflot                                     | Problèmes moteurs. | 4 morts et 27 survivants    |
| 2 avril 1969      | Zawoja                           | An-24B  | 67302406 (SP-LTF)               | LOT Polish Airlines                          | Percute une montagne pendant une tempête de neige. | 53 morts                    |
| 3 août 1969       | Preobrazhenka                    | An-24B  | 77303206 (CCCP-46248)           | Aeroflot                                     | Perte d'une hélice qui vient percer le fuselage dans de divers endroits. Perte de contrôle de l'appareil.                                                                                           | 55 morts                    |
| 13 octobre 1969   | Nijnevartovsk                    | An-24B  | 79901404 (CCCP-47772)           | Aeroflot                                     | Problème technique lors de l'approche. | 24 morts et 32 survivants   |
| 28 janvier 1970   | vers Batagaï                     | An-24B  | 59900202 (CCCP-47701)           | Aeroflot                                     | Percute une montagne à cause de la descente qui a été initiée trop tôt. | 34 morts                    |
| 4 février 1970    | Vladeasa                         | An-24B  | 77303310 (YR-AMT)               | Tarom                                        | Percute la montagne par mauvais temps. | 20 morts et 1 survivants    |
| 1er avril 1970    | vers Togoutchine                 | An-24B  | 79901204 (CCCP-47751)           | Aeroflot                                     | Percute un ballon-sonde. | 45 morts                    |
| 19 juillet 1970   | Le Caire                         | An-24B  | 57302007 (SU-ANZ)               | United Arab Airlines                         | Décrochage après un touch-and-go. | 3 morts                     |
| 15 octobre 1970   | Aéroport de Trabzon              | An-24B  | 77303404 (CCCP-46256)           | Aeroflot                                     | Prise d'otage. | 1 mort et 59 survivants     |
| 12 novembre 1971  | Vinnytsia                        | An-24B  | 67302306 (CCCP-46809)           | Aeroflot                                     | Décrochage. | 48 morts                    |
| 13 novembre 1971  | Aéroport de Kertch               | An-24B  | 07306101 (CCCP-46378)           | Aeroflot                                     | Percute une ligne électrique pendant son approche et s'écrase sur des hangars. | 6 morts et 5 survivants     |
| 1er décembre 1971 | Saratov                          | An-24B  | 57301801 (CCCP-46788)           | Aeroflot                                     | Gel, ce qui entraîna une perte de contrôle de l'appareil. | 57 morts                    |
| 21 janvier 1973   | Petoukhovo                       | An-24B  | 77303609 (CCCP-46276)           | Aeroflot                                     | Perte de contrôle. | 39 morts                    |
| 28 février 1973   | Goleniów                         | An-24B  | 97305702 (012)                  | Force aérienne de la République polonaise    | Violentes turbulences. On compte parmi les victimes Wiesław Ociepka (pl) (ministre de l'intérieur polonais) et Radko Kaska (cs) (ministre de l'intérieur tchécoslovaque).                           | 18 morts                    |
| 30 avril 1973     | Yémen du Sud                     | An-24   | ?                               | Forces armées yéménites                      | S'écrase. On compte parmi les victimes Muhammad Salih al-Awlaqi (ministre des affaires étrangères de la République arabe du Yémen) et divers ambassadeurs.                                          | 25 morts                    |
| 18 août 1973      | Bakou                            | An-24B  | 87304305 (CCCP-46435)           | Aeroflot                                     | Percute des oléoducs lors d'un virage. | 56 morts et 8 survivants    |
| 6 janvier 1974    | Moukatcheve                      | An-24B  | 07305807 (CCCP-46357)           | Aeroflot                                     | Gel puis perte de contrôle. | 24 morts                    |
| 25 janvier 1974   | Rostov-sur-le-Don                | An-24B  | 77303610 (CCCP-46277)           | Aeroflot                                     | Panne de l'horizon artificiel. | 4 morts                     |
| 8 mars 1974       | Hanoï                            | An-24   | ? (XW-TCA)                      | Pathet Lao Airlines                          | ? | 18 morts                    |
| 29 décembre 1974  | vers Sibiu                       | An-24RV | 27307606 (YR-AMD)               | Tarom                                        | Percute une montagne. | 33 morts                    |
| 17 novembre 1975  | vers Gali                        | An-24RV | 27307905 (CCCP-46467)           | Aeroflot                                     | Controlled flight into terrain. | 38 morts                    |
| 20 novembre 1975  | vers Kharkiv                     | An-24B  | 97305708 (CCCP-46349)           | Aeroflot                                     | Controlled flight into terrain. | 19 morts et 31 survivants   |
| 22 novembre 1975  | Aéroport de Sofia                | An-24B  | 67302707 (LZ-ANA)               | Balkan Bulgarian Airlines                    | Gel puis perte de contrôle au décollage dans l'Iskar. | 3 morts et 42 survivants    |
| 21 janvier 1976   | Changsha                         | An-24   | ? (B-492)                       | Administration de l'aviation civile de Chine | ? | 40 morts                    |
| 18 mars 1976      | La Havane                        | An-24B  | 67302501 (CU-T879)              | Cubana                                       | Percute un Douglas DC-8 de la Cubana (CU-T1200) en vol. | 5 morts                     |
| 15 mai 1976       | vers Tchernihiv                  | An-24RV | 57310108 (CCCP-46534)           | Aeroflot                                     | Perte de contrôle apparente. | 52 morts                    |
| 9 septembre 1976  | vers Anapa                       | An-24RV | 37308504 (CCCP-46518)           | Aeroflot                                     | Percute un Yakovlev Yak-40 (CCCP-87772) de l'Aeroflot en vol. | 46 +18 morts                |
| 17 décembre 1976  | Kiev                             | An-24   | 37300302 (CCCP-46722)           | Aeroflot                                     | Controlled flight into terrain à cause d'une mauvaise visibilité. | 48 morts et 7 survivants    |
| 19 avril 1977     | Moe                              | An-24   | ?                               | Armée de l'air soviétique                    | Mauvaise visibilité. Percute la cheminée d'une usine. | 21 morts                    |
| 8 juillet 1977    | Soukhoumi                        | An-24RV | 27307505 (CCCP-46847)           | Aeroflot                                     | Distraction du pilote, l'appareil s'écrase dans la mer Noire. | 6 morts et 1 survivant      |
| 9 décembre 1977   | Tarko-Sale                       | An-24RV | 27307602 (CCCP-47695)           | Aeroflot                                     | Perte de contrôle. | 17 morts et 6 survivants    |
| 23 octobre 1978   | vers Emelyanovka                 | An-24B  | 97305504 (CCCP-46327)           | Aeroflot                                     | Panne des moteurs à cause du gel. | 26 morts                    |
| 10 novembre 1978  | vers Makhatchkala                | An-24B  | 57301802 (CCCP-46789)           | Aeroflot                                     | Tentative de détournement. Le pirate de l'air se tue lui-même lorsqu'il tira dans la porte blindée du cockpit.                                                                                      | 1 mort                      |
| 17 novembre 1978  | Arad                             | An-24V  | 77303505 (YR-AMP)               | Force aérienne roumaine                      | S'écrase à cause du gel. | 5 morts                     |
| 19 décembre 1978  | Samarcande                       | An-24B  | 77303901 (CCCP-46299)           | Aeroflot                                     | Décrochage. | 5 morts                     |
| 15 janvier 1979   | vers Minsk                       | An-24B  | 67302109 (CCCP-46807)           | Aeroflot                                     | Perte de contrôle à cause du gel. | 13 morts et 1 survivant     |
| 3 septembre 1979  | Arkhangelsk                      | An-24B  | 77303602 (CCCP-46269)           | Aeroflot                                     | L'équipage ignore l'alerte de proximité avec le sol. | 40 morts et 3 survivants    |
| 20 mars 1980      | Changsha                         | An-24RV | 47309403 (B-484)                | Administration de l'aviation civile de Chine | ? | 26 morts                    |
| 14 avril 1980     | Krasnoïarsk                      | An-24B  | 69900905 (CCCP-47732)           | Aeroflot                                     | Atterrissage d'urgence à cause d'un problème sur le train d'atterrissage principal. L'atterrissage fut brutal et une aile fut endommagé, causant un incendie de kérosène.                           | 2 morts et 51 survivants    |
| 26 mars 1981      | Słupsk                           | An-24B  | 07306007 (SP-LTU)               | LOT Polish Airlines                          | Perte d'une hélice. | 1 mort et 51 survivants     |
| 24 août 1981      | vers Rodionovka                  | An-24RV | 47309204 (CCCP-46653)           | Aeroflot                                     | Percute un Tupolev Tu-16K en vol. | 31 + 6 morts et 1 survivant |
| 25 janvier 1982   | Constanța                        | An-24RV | 57310202 (YR-BMD)               | Tarom                                        | L'équipage a simulé une panne moteur gauche pour un exercice. L'aile a alors touché le sol. | 7 morts                     |
| 12 mai 1982       | Petrovsk                         | An-24T  | ? (11)                          | Armée de l'air soviétique                    | Perte de contrôle puis décrochage à la suite d'une simulation de panne moteur. | 5 morts                     |
| 7 mars 1983       | Varna                            | An-24B  | 77303301 (LZ-AND)               | Balkan Bulgarian Airlines                    | Tentative de détournement vers la Turquie. Le pilote parvient à atterrir à Varna. Un des pirates est tué par le personnel de sécurité de l'avion, les autres sont arrêtés.                          | 1 mort                      |
| 24 décembre 1983  | Leshukonskoye                    | An-24RV | 37308704 (CCCP-46617)           | Aeroflot                                     | Décrochage au décollage par manque de vitesses ascentionnelle. | 44 morts et 5 survivants    |
| 28 janvier 1984   | Ijevsk                           | An-24RV | 57310401 (CCCP-47310)           | Aeroflot                                     | Erreur de maintenance. | 4 morts et 49 survivants    |
| 18 janvier 1985   | Jinan                            | An-24B  | 27308110 (B-434)                | Administration de l'aviation civile de Chine | Décrochage pendant une approche par brouillard. | 38 morts et 3 survivants    |
| 22 février 1985   | Tombouctou                       | An-24B  | 87304104 (TZ-ACT)               | Air Mali                                     | Panne moteur. | 51 morts et 1 survivant     |
| 2 mars 1986       | vers Bougoulma                   | An-24B  | 87304108 (CCCP-46423)           | Aeroflot                                     | Décrochage après une panne moteur. | 38 morts                    |
| 5 septembre 1986  | Cluj-Napoca                      | An-24RV | 27307902 (YR-AMF)               | Tarom                                        | Touche la piste le train avant en premier. Un incendie se déclenche, les membres d'équipage sont piégés dans le cockpit.                                                                            | 3 morts et 52 survivants    |
| 15 décembre 1986  | Lanzhou                          | An-24RV | 37308907 (B-3413)               | Administration de l'aviation civile de Chine | Panne moteur à cause du gel. | 6 morts et 38 survivants    |
| 11 mars 1987      | La Havane                        | An-24RV | 307610 (CU-T1262)               | Cubana                                       | Des pirates de l'air veulent détourner l'avion, alors encore au sol. Un grenade explose, blessant 13 personnes et un assaillant est tué par la police, les deux autres sont arrêtés.                | 1 mort et 48 survivants     |
| 2 novembre 1988   | Rzeszów                          | An-24B  | 67302209 (SP-LTD)               | LOT Polish Airlines                          | Panne moteur. | 1 mort et 28 suvivants      |
| 15 août 1989      | Village de Hongqiao              | An-24RV | 37309006 (B-3417)               | China Eastern Airlines                       | Perte de puissance soudaine du moteur gauche au décollage. | 34 morts et 6 survivants    |
| 21 novembre 1989  | Tioumen                          | An-24B  | 97305602 (CCCP-46335)           | Aeroflot                                     | Percute des arbres. | 34 morts et 8 survivants    |
| 28 décembre 1989  | Visina                           | An-24RV | 77310801 (YR-BMJ)               | Tarom                                        | Mauvais temps. | 7 morts                     |
| 26 janvier 1990   | Ulaangom                         | An-24RV | 57310208 (BNMAU-10208)          | Mongolian Airlines                           | Se perd lors d'un vol de nuit. | 30 morts                    |
| 22 avril 1990     | Louang Namtha                    | An-24RV | 67310702 (RDPL-34008)           | Lao Aviation                                 | Manque son décollage (surcharge). | 1 mort au sol               |
| 4 mars 1991       | Saint-Pétersbourg                | An-24   | ?                               | Aeroflot                                     | Tentative de détournement. L'avion atterrit à Saint-Pétersbourg, l'homme relâche les 26 passagers mais ne se rend pas. Sa grenade anti-char explose lui causant des blessures qui seront mortelles. | 1 mort                      |
| 23 mars 1991      | Navoï                            | An-24RV | 27307910 (CCCP-46472)           | Aeroflot                                     | Percute des obstacles en sortant de la piste. | 34 morts et 29 survivants   |
| 26 septembre 1991 | Golfe de Finlande                | An-24   | 37300304 (CCCP-46724)           | AKF Polet                                    | ? | 10 morts                    |
| 26 novembre 1991  | Bougoulma                        | An-24RV | 17307204 (CCCP-47823)           | Aeroflot                                     | Gel. | 41 morts                    |
| 7 avril 1992      | vers Maaten al-Sarra             | An-24RV | 77310810 (J5-GBE)               | Air Bissau                                   | Tempête de sable. | 3 morts et 10 surviavnts    |
| 21 septembre 1995 | Choho Geologloh Uul              | An-24RV | 57310103 (BNMAU-10103)          | Mongolian Airlines                           | Percute une montagne. | 42 morts et 1 survivant     |
| 13 décembre 1995  | Vérone                           | An-24B  | 77303309 (YR-AMR)               | Banat Air                                    | Gel sur le fuselage, surcharge, désorientation de l'équipage à cause du temps neigeux. | 49 morts                    |
| 22 février 1996   | vers Baia Mare                   | An-24RV | 77310803 (YR-BMK)               | Autoritatea Aeronautica Civila Romana        | Perte de visibilité pendant l'approche, s'écrase sur une maison. | 8 + 2 morts                 |
| 3 mai 1996        | Haj Yousif                       | An-24RV | 27307909 (ST-FAG)               | Federal Airlines                             | Atterrissage forcé à cause d'une tempête de sable. Percute un bâtiment. | 53 morts                    |
| 18 mars 1997      | Tcherkessk                       | An-24RV | 37308502 (RA-46516)             | Stavropolskaya Aktsionernaya Avia            | Mauvais entretien (rouille et fatigue structurelle). | 50 morts                    |
| 20 mars 1997      | Djouba                           | An-24TV | ?                               | Force aérienne soudanaise                    | Panne moteur. | 4 morts                     |
| 11 juillet 1997   | Santiago de Cuba                 | An-24RV | 27307610 (CU-T1262)             | Cubana                                       | Vire à gauche et se précipite dans la mer peu après le décollage. | 44 morts                    |
| 29 septembre 1998 | Mannar                           | An-24RV | 27307901 (EW-46465)             | Lion Air                                     | Abattu par les Tigres de libération de l'Îlam tamoul. | 55 morts                    |
| 15 novembre 2000  | vers Luanda                      | An-24RV | 27308104 (D2-FCG)               | ASA Pesada                                   | Perte de contrôle au décollage. | 57 morts                    |
| 1er décembre 2000 | République démocratique du Congo | An-24   | ?                               | ?                                            | Tentative de détournement. Un des pirates est tué. | 1 mort                      |
| 16 mars 2005      | vers Varandey                    | An-24RV | 27308107 (RA-46489)             | Regional Airlines                            | Controlled flight into terrain | 28 morts et 34 survivants   |
| 2 juin 2005       | Khartoum                         | An-24B  | 69901004 (ST-WAL)               | Marsland Aviation                            | S'écrase au décollage. | 7 morts et 35 survivants    |
| 16 juillet 2005   | Baney (en)                       | An-24B  | 7990104 (3C-VQR)                | Equatorial Express Airlines                  | ? | 60 morts                    |
| 19 janvier 2006   | Hejce                            | An-24B  | 97305605 (5605)                 | Force aérienne slovaque                      | L'équipage a sous estimé l'altitude du terrain. | 42 morts et 1 survivant     |
| 25 juin 2007      | Phnom Damrey                     | An-24B  | 99901908 (XU-U4A)               | PMT Air                                      | Percute la montagne. | 22 morts                    |
| 23 juillet 2007   | Shinile                          | An-24B  | 07306103 (EX-030)               | Aquiline                                     | Panne moteur puis atterrissage d'urgence. | 1 mort et 8 survivants      |
| 17 mai 2010       | Col de Salang                    | An-24B  | 27307903 (YA-PIS)               | Pamir Airways                                | Commence sa descente dans une région montagneuse par mauvais temps. | 44 morts                    |
| 3 août 2010       | Igarka                           | An-24RV | 47310003 (RA-46524)             | Katekavia                                    | Mauvaise visibilité lors de l'atterrissage. Percute des arbres. | 12 morts et 3 survivants    |
| 11 novembre 2010  | Zalingei                         | An-24B  | 07305910 (ST-ARQ)               | Tarco Airlines                               | Crevaison lors de l'atterrissage. | 6 morts et 32 survivants    |
| 11 juillet 2011   | Strezhevoy                       | An-24RV | 57310302 (RA-47302)             | Angara Airlines                              | Amerrissage à cause d'un incendie de moteur. | 7 morts et 30 survivants    |
| 13 février 2013   | Donetsk                          | An-24RV | 37308709 (UR-WRA)               | South Airlines                               | Pilotes non entraînés pour atterrir dans les conditions météorologiques du moment. | 5 morts et 47 survivants    |
| 24 juillet 2025   | Tynda                            | An-24RV | 67310502 (RA-47315)             | Angara Airlines                              | « Défaillance technique » ou « erreur de pilotage » évoquées | 48 morts                    |

## Sources
- Pierre Gaillard, Avions et hélicoptères militaires d'aujourd'hui, Clichy, Éditions Larivière, coll. « DOCAVIA », 1999, 304 p. (ISBN 978-2-907051-24-8, BNF 37045558)
- Antonov An-24 Encyclopédie illustrée de l'aviation n°204 - Atlas

### Aéronefs comparables
- ATR 42

### Variantes
- Antonov An-26
- Antonov An-30
- Antonov An-32